# Zaborsko Selo
Zaborsko Selo is een plaats in de gemeente Netretić in de Kroatische provincie Karlovac. De plaats telt 13 inwoners (2001).